# Ovalocitose
A Ovalocitose é uma doença hereditária na qual os glóbulos vermelhos do sangue, normalmente redondos, assumem uma forma levemente oval ou elíptica. A ovalocitose também é conhecida como eliptocitose hereditária. É associada a anemia hemolítica leve e pode ser tratada com a esplenectomia